# Mesoacidalia auxo
Mesoacidalia auxo är en fjärilsart som beskrevs av Jachontov 1909. Mesoacidalia auxo ingår i släktet Mesoacidalia och familjen praktfjärilar. Inga underarter finns listade i Catalogue of Life.